# Rotationsprincip
Rotationsprincip är en princip om att en person bör ha uppdrag som politiker, vara förtroendevald, under en begränsad period och att personen roteras ut från sitt uppdrag per automatik när personen suttit den maximala tiden. Den maximala tiden uttrycks ofta som ett antal år i följd. Men andra ord kan personen återkomma och kandidera till uppdraget efter uppehåll (oftast minst en mandatperiod). Rotationsprincipen kan också kallas "principen mot långsitteri", vilket är en mer tillspetsad benämning.
I riksdagsmotion 2002/03:K223 med titeln "Begränsning av riksdagsledamöters möjlighet till återval" föreslås att rotationsprincipen ska lagstadgas för riksdagsledamöter. I Konstitutionsutskottets betänkande 2003/04:KU13 föreslogs att motionen skulle avslås och motionen avslogs också av Riksdagens kammare med acklamation.
Bland partier i Sverige tillämpar Miljöpartiet de gröna denna princip i olika utsträckning beroende på lokala bestämmelser. För uppdrag som exempelvis språkrör, riksdagsledamot och statsråd regleras rotationsprincipen i partiet stadgar (exempelvis 11.7 §, 12.1 § och 17.2 §).

## Typer
Rotationsprincipen kan delas in i två stora kategorier: konsekutiv och livstid. Med konsekutiva gränser är en ämbetsinnehavare begränsad till att betjäna ett visst antal perioder i det aktuella ämbetet. Efter att ha träffat gränsen på ett ämbete, får en ämbetsinnehavare inte kandidera till samma ämbete igen (även om han/hon kan kandidera för något annat valfritt ämbete). Efter en viss tidsperiod (vanligtvis en mandatperiod), återställs klockan på tidsgränsen och ämbetsinnehavaren kan kandidera till val till sitt ursprungliga ämbete och tjäna upp till gränsen igen.
Med livstidsbegränsningar, när en ämbetsinnehavare har tjänat upp till gränsen, får han/hon aldrig igen kandidera för val till det ämbetet. Livstidsgränserna är mycket mer restriktiva än konsekutiva gränser.